# Nisei Week
Nisei Week (Неделя Нисэи) — ежегодный фестиваль в честь культуры японских американцев.
Проходит в Малом Токио (Лос-Анджелес). Нисэи на японском языке означает 2-е поколение, то есть первое поколение детей, родившихся у эмигрантов из Японии в США, для которых изначально и был предназначен семидневный фестиваль.
Хотя названный по имени поколения Nisei, Неделя Nisei больше не предназначена только для нисэи, и при этом фестиваль все ещё не содержится в течение недели.
Президент Фонда Недели Nisei на 2006, Мишель Судзуки, описал фестиваль как «возможность для людей с любым наследием окунуться в японское наследие и культуру».